# Ivo Karlović
Ivo Karlović (født 28. februar 1979 i Zagreb, Jugoslavien) er en kroatisk tennisspiller, der blev professionel i år 2000. Han har igennem sin karriere (pr. september 2010) vundet 4 single- og 1 doubletitel, og hans højeste placering på ATP's verdensrangliste er en 14. plads, som han opnåede i august 2008.

## Grand Slam
Karlović' bedste Grand Slam-resultat i singlerækkerne er indtil videre kommet ved Wimbledon, hvor han i 2004 nåede 4. runde.

## Eksterne links
- Ivo Karlović' hjemmeside Arkiveret 30. januar 2009 hos  Wayback Machine
- Ivo Karlovićs profil på Sports-Reference OL-resultater (arkiveret) (engelsk)
- Ivo Karlovićs profil på Olympedia (engelsk)
- Ivo Karlovićs profil hos ATP World Tour (engelsk)
- Ivo Karlovićs profil hos ITF Tennis (engelsk)
- Ivo Karlovićs profil hos Davis Cup (engelsk)
- Ivo Karlovićs profil hos ITF Tennis (engelsk)
- Ivo Karlovićs profil hos as.com (spansk)

- Wikimedia Commons har flere filer relateret til Ivo Karlović